# Love and Oz
Love and Oz es el cuarto álbum recopilatorio de la banda Mägo de Oz, siendo este el último con el vocalista José Andrëa, ya que incluye dos temas nuevos, que son los dos primeros del primer disco. 
Este álbum incluye dos canciones que no son propiamente de Mägo de Oz, pero sí de grupos paralelos de algunos de sus componentes: la canción Cuando se apague la luz del álbum Irrompible de Patricia Tapia KHY y la canción Mi viaje del álbum Fuego de Casa de Fieras, ésta modificada con la colaboración de Patricia Tapia en la parte vocal y de Mohamed adornando la canción con el violín.

## Lista de canciones
CD1
| N.º | Título                                                      | Disco original                               | Duración |  |
| 1.  | «Te guardo un beso (por si lo quieres)»                     |                                              | 4:15     |  |
| 2.  | «El hombre de la mirada triste»                             |                                              | 5:10     |  |
| 3.  | «Sin ti, sería silencio (Parte II)»                         | La ciudad de los árboles                     | 4:42     |  |
| 4.  | «Desde mi cielo»                                            | Gaia II: La voz dormida                      | 6:20     |  |
| 5.  | «In memoriam (15/4/83 – 25/4/10)»                           | Gaia: Epílogo                                | 5:29     |  |
| 6.  | «Adiós, Dulcinea» (Remasterizada)                           | The Best Oz                                  | 7:10     |  |
| 7.  | «Siempre (Adiós, Dulcinea - Parte II)»                      | Gaia III: Atlantia                           | 4:45     |  |
| 8.  | «Pensando en ti» (Cover: Kansas - Dust in the wind)         | El que quiera entender que entienda (Single) | 4:41     |  |
| 9.  | «El peso del alma» (Cover: Hammerfall - Glory to the brave) | Madrid Las Ventas                            | 5:52     |  |
| 10. | «Creo (La voz dormida - Parte II)»                          | Gaia II: La voz dormida                      | 5:15     |  |
| 11. | «Si te vas»                                                 | Gaia                                         | 6:00     |  |
| 12. | «Es hora de marchar» (Cover: Rainbow - Rainbow eyes)        | Finisterra                                   | 5:03     |  |
| 13. | «Cuando se apague la luz»                                   | Irrompible (Disco de Patricia Tapia KHY)     | 3:21     |  |

CD2
| N.º | Título | Disco original                                                                                        | Duración |  |
| 1.  | «Epílogo» | Gaia: Epílogo                                                                                         | 4:32     |  |
| 2.  | «Aún amanece gratis»                                                                                             | Gaia III: Atlantia                                                                                    | 4:53     |  |
| 3.  | «La rosa de los vientos»                                                                                         | Gaia                                                                                                  | 4:10     |  |
| 4.  | «Noches de bohemia» (Cover: Navajita Plateá - Noches de Bohemia)                                                 | The Best Oz                                                                                           | 3:58     |  |
| 5.  | «Duerme... (Canción de cuna)»                                                                                    | Finisterra                                                                                            | 4:31     |  |
| 6.  | «Memoria da noite» (Cover: Luar na Lubre - Memoria da noite)                                                     | The Best Oz                                                                                           | 5:53     |  |
| 7.  | «Tres tristes tigres»                                                                                            | Finisterra                                                                                            | 2:46     |  |
| 8.  | «Ancha es Castilla»                                                                                              | La leyenda de La Mancha                                                                               | 3:43     |  |
| 9.  | «Somewhere over the rainbow» (Cover: Harold Arlen, E.Y. Harburg - Over the rainbow)                              | Belfast                                                                                               | 4:46     |  |
| 10. | «Dime con quién andas»                                                                                           | La leyenda de La Mancha                                                                               | 5:33     |  |
| 11. | «Siempre (Adiós, Dulcinea - Parte II)» (Versión interpretada por la coral infantil Camusi Simuca de Fuenlabrada) | Gaia III: Atlantia                                                                                    | 4:28     |  |
| 12. | «Mi viaje» | canción incluida en el álbum Fuego de Casa de Fieras, con la colaboración de Mohamed y Patricia Tapia | 3:45     |  |

## Intérpretes
- José Andrëa: Voz principal
- Patricia Tapia: Voz y coros
- Txus Di Fellatio: Batería y coros
- Mohamed: Violín y coros
- Carlitos: Guitarra solista y coros
- Frank: Guitarra rítmica, acústica y coros
- Peri: Bajo
- Sergio Cisneros "Kiskilla": Teclados, sintetizadores y acordeón
- Josema Pizarro: Flauta travesera, whistle y pito castellano.